# Fetchmail
Fetchmail est un logiciel libre pour récupérer des courriers électroniques que l'on retrouve sur beaucoup de systèmes d'exploitation de type UNIX. Il est utilisé pour récupérer des courriers électroniques distants via les protocoles tels que POP (POP2, POP3, RPOP, APOP et KPOP), IMAP (toutes versions), ETRN, et ODMR sur le système local de l'utilisateur. Il supporte l'IPv4 et l'IPv6.
Il est largement utilisé[réf. nécessaire], peut-être grâce au modèle de développement préconisé par son auteur Eric S. Raymond. Dans son essai  La Cathédrale et le Bazar, Raymond théorise une pratique de développement de logiciels dite « du bazar » fondé sur plusieurs « prérequis » dont celui d'ouvrir le code source. Cet essai eut une influence considérable sur les méthodologies de développement logiciel [réf. nécessaire].
Cependant il arrive que le design de Fetchmail soit critiqué, ainsi que ses trous de sécurité et le fait qu'il soit toujours en « mode de maintenance ».